# George Gordon (général confédéré)
Pour les articles homonymes, voir George Gordon et Gordon.
George Washington Gordon, né le 5 octobre 1836 et mort le 9 août 1911, est un général de l'armée des États Confédérés de la Guerre de Sécession. Après la guerre, il exerce le droit à Pulaski, dans le Tennessee, où le Ku Klux Klan est formé et dont il devient l'un des premiers membres. En 1867, Gordon devient Grand Dragon au sein du Klan pour le Royaume du Tennessee. Il rédige le Precript, livre décrivant l'organisation, le but et les principes du Ku Klux Klan. Il est également membre de la Chambre des Représentants des États-Unis pour la 10ème circonscription du Tennessee.

## Jeunesse
Gordon naît le 5 octobre 1836 à Pulaski, Tennessee, d'Andrew Gordon et d'Eliza K. Gordon. Il grandit dans le Mississippi et au Texas. Gordon est diplômé de l'Institut Militaire de Nashville, Tennessee en 1859. Il travaille la Nashville, Chattanooga and St. Louis Railway.

## Guerre de Sécession
Au début de la Guerre civile, Gordon s'enrôle dans le service militaire de la Confédération et devient instructeur militaire du 11e régiment d'infanterie du Tennessee. En novembre 1862, il devient colonel de régiment puis général de brigade en août 1864, devenant ainsi l'un des plus jeunes généraux Confédérés. Gordon dirige la brigade de Vaughn de la division du major général John C. Brown lors de la bataille de Franklin qui a lieu le 30 novembre 1864. Il y est blessé et capturé. Beaucoup d'hommes qu'il a dirigés sont enterrés au cimetière confédéré McGavock à Franklin, dans le Tennessee.

## Période post-sécession
Après la guerre, Gordon fait des études de droit, est admis au barreau, et exerce à Memphis, Tennessee jusqu'en 1883. Il est nommé commissaire des chemins de fer du Tennessee, puis agent spécial indien par le Département de l'Intérieur en 1885 pour l'Arizona et le Nevada, où il sert jusqu'en 1889. Il retourne ensuite à Memphis, dans le Tennessee et reprend la pratique du droit. Il est surintendant des écoles de la ville de Memphis entre 1889 et 1907.

### Participation au Ku Klux Klan
Le Ku Klux Klan est formé en 1865 par des anciens combattants de l'Armée des Confédérés à Pulaski, (Tennessee) avant de s'élargir à l'échelle de l'état puis au-delà. Gordon est l'un des premiers membres et il écrit probablement la version originale du Prescript en 1867 et son édition révisée l'année suivante. Après sa mort, sa veuve Minnie déclare qu'il avait été le Grand Magicien du Ku Klux Klan et que c'était lui, et non Forrest, qui l'avait dissous.

### Carrière politique
Gordon est élu en tant que démocrate aux soixantième, soixante et unième et soixante-deuxième congrès. Il exerce du 4 mars 1907 à sa mort à Memphis. Il est inhumé dans le cimetière Elmwood.